# 2020 v loďstvech
Tento článek obsahuje významné události v oblasti loďstev v roce 2020.

## Události

### Leden
9. ledna
- Francouzská společnost ECA Group, která je výrobcem robotických odminovacích dronů, postaví nový výrobní závod v belgickém Ostende. Jeho stavba souvisí se zakázkou na 12 minolovek pro nizozemské a belgické námořnictvo.[1]

17. ledna
- Loděnice Seaspan zahájila stavbu zásobovacího tankeru HMCS Protecteur, který je prototypem stejnojmenné třídy. Celkem byla objednána dvě plavidla.[2]

20. ledna
- Indie provedla úspěšný test ponorkové balistické rakety K-4. Raketa má mít dostřel až 3500 kilometrů. Odpálena byla z podvodního pontonu. Raketa se má stát výzbrojí raketonosných ponorek třídy Arihant. Indie se stane teprve šestou zemí, která tento typ raket vyvinula (po Rusku, USA, Velké Británii, Francii a Číně).[3]

21. ledna
- Indické ministerstvo obrany zúžilo předvýběr dodavatelů konvenčních ponorek Projektu 75(I) pro indické námořnictvo na dvě domácí loděnice a pět nabídek samotných konstrukcí. Stavbu ponorek zajistí buď loděnice Larsen & Toubro (L&T), nebo státní loděnice Mazagon Dock Limited (MDL). Indii byly nabídnuty ponorky německého Typu 218, španělské třídy S-80, francouzského typu SMX 3.0, ruského typu Amur 1650, nebo jihokorejské třídy KSS-III.[4]

### Únor
6. února
- Americká společnost Textron Systems dodala americkému námořnictvu první výsadkové vznášedlo LCAC-100, patřící do nové třídy označené Ship-to-Shore Connector (SSC). Ta má ve službě nahradit stávající vznášela Landing Craft Air Cushion (LCAC).[5]

28. února
- Ruské námořnictvo provedlo první zkušební odpal hypersonické protilodní střely 3M22 Zirkon. Test proběhl na palubě raketové fregaty Admiral Gorškov Projektu 22350.[6]

### Březen
5. března
- Japonské námořní síly sebeobrany přijaly do služby svou první ponorku vybavenou Li-On akumulátory. Jedná se o v pořadí ponorku Órjú, která je 11. postavenou ponorkou Sórjú.[7]

19. března
- Mluvčí amerického ministerstva obrany uvedl, že americké námořnictvo nasadí obě své nemocniční lodě třídy Mercy do boje proti pandemii coronaviru SARS-CoV-2.[8]

- Australská fregata HMAS Toowoomba (FFH 156) v Adenském zálivu dopadla pašeráckou loď s 3000 kg hašiše.[9]

20. března
- Evropský loďařský průmysl se, podobně jako další odvětví, potýká s obtížemi způsobenými epidemií nemoci covid-19. Například italská loděnice Fincantieri na dva týdny přerušila výrobu, přičemž odloženo bylo spuštění na vodu druhé hlídkové lodě třídy Thaon di Revel. Rovněž španělská loděnice Navantia své aktivity výrazně utlumila a opatření přijala i francouzská Naval Group.[10]

23. března
- Francouzská vrtulníková výsadková loď Tonnerre (L9014) evakuovala z města Ajaccio na Korsice sedm francouzských občanů nakažených coronavirem SARS-CoV-2. Všichni se nacházeli v kritickém stavu.[11]

- V Německu pokračuje výběr dodavatele nových fregat třídy MKS 180. Vítězem soutěže se stalo konsorcium Damen Group a Blohm + Voss, což se snaží napadnout neúspěšné konsorcium German Naval Yards Kiel (GNYK).[12]

24. března
- Americká nemocniční loď USNS Mercy bude, v rámci reakce na pandemii koronaviru, vyslána ze základny v San Diegu do Los Angeles.[13]

26. března
- Francouzské vrtulníkové výsadkové lodě Mistral a Tonnerre třídy Mistral budou, dle vyjádření prezidenta Macrona, vyslány na Réunion a do Karibiku, aby se zapojily do boje s epidemii coronaviru SARS-CoV-2. Nasazení plavidel proběhne v rámci operace Résilience.[14]

27. března
- Rusko plánuje urychlení vývoje hypersonické protilodní střely 3M22 Zirkon. První zkušební odpal z paluby válečné lodě střela prodělala v únoru 2020.[15]

28. března
- Americká nemocniční loď USNS Comfort byla, v rámci reakce na pandemii coronaviru, vyslána ze základny Naval Station Norfolk do New Yorku.[16]

30. března
- Japonský torpédoborec Šimakaze (DDG-172) se v Jihočínském moři (650 kilometrů západně od ostrova Jakušima) srazil s čínskou rybářskou lodí. Obě plavidla byla poškozena.[17]

- Venezuelská hlídková loď Naiguatá (GC-23) se potopila po srážce s portugalskou výletní lodí Resolute. K incidentu došlo při cvičné plavbě u ostrova La Tortuga poblíž Caracasu.[18]

31. března
- Evropská rada přijala rozhodnutí o zahájení evropské operace EUNAVFOR MED IRINI (Irini, v řečtině „mír“). Jejím cílem je prosazování zbrojního embarga OSN vůči Libyi. Mise bude využívat vzdušných, družicových a námořních prostředků, zejména bude provádět na volném moři u pobřeží Libye kontroly plavidel, u nichž existuje podezření, že přepravují zbraně nebo související materiál do Libye nebo z Libye. Současně se zahájením operace IRINI bude trvale ukončena činnost stávající operace ve Středomoří EUNAVFOR MED SOPHIA.[19]

### Duben
1. dubna
- Mezi posádkami obou amerických letadlových lodí operujících v Pacifiku, USS Theodore Roosevelt (CVN-71) a USS Ronald Reagan (CVN-76), byly identifikovány nákazy koronavirem SARS-CoV-2. Letadlová loď Theodore Roosevelt je od 26. března v karanténě na základně Guam a má cca 150–200 infikovaných. Posádku ale tvoří více než 4000 osob. Kapitán Brett Crozier 30. března požádal o evakuaci většiny posádky na pevninu, to však bylo zamítnuto.[20]

3. dubna
- Americké námořnictvo odvolalo velitele letadlové lodě USS Theodore Roosevelt (CVN-71). Kapitán Brett Crozier 30. března napsal velení dopis, ve kterém upozornil na rostoucí počet členů posádky infikovaných koronavirem SARS-CoV-2 a požadoval evakuaci většiny posádky na pevninu (plavidlo kotvilo na ostrově Guam). Obsah dopisu posléze unikl do médií.[21]

7. dubna
- V souvislosti s odvoláním kapitána letadlové lodě USS Theodore Roosevelt (CVN-71) rezignoval úřadující náměstek amerického ministra obrany pro námořnictvo Thomas Modly. Kapitán letadlové lodě Brett Crozier byl odvolán poté, co po vypuknutí nákazy virem SARS-CoV-2 na palubě žádal mimo posloupnost velení dopisem Pentagon o pomoc.[22]

9. dubna
- Počet členů posádky letadlové lodě USS Theodore Roosevelt (CVN-71) infikovaných virem SARS-CoV-2 dosáhl 416. Dalších 3170 bylo testováno negativně.[23]

10. dubna
- U 50 členů francouzské letadlové lodě Charles de Gaulle (R91) bylo prokázáno nakažení virem SARS-CoV-2. Testování posádky začalo po příletu zdravotnického týmu 8. dubna. Tři nakažení byli evakuováni na pevninu.[24]

11. dubna
- Dokončovaná první čínská vrtulníková výsadková loď typu 075 byla, během vystrojování v šanghajské loděnici, poškozena požárem. Na sociálních sítích se objevily záběry plavidla, z jehož vnitřních prostor se valil hustý kouř. Podrobnosti o požáru nejsou známy, pravděpodobně byl uhašen poměrně rychle. Není jasné, jestli požár způsobí významnější zdržení při dokončení plavidla.[25]

13. dubna
- Počet členů posádky letadlové lodě USS Theodore Roosevelt (CVN-71) infikovaných virem SARS-CoV-2 dosáhl 585. Dalších 3724 bylo testováno negativně. Testováno bylo 92 % posádky. Celkem 90 % posádky plavidlo bylo evakuováno na pevninu ostrova Guam a ponecháno v karanténě.[26]

16. dubna
- Celkem 668 námořníků z bojové skupiny francouzské letadlové lodě Charles de Gaulle (R91) bylo pozitivně testováno na virus SARS-CoV-2. Celkem 31 námořníků bylo hospitalizováno v Toulonu, z toho jeden vyžadoval intenzivní péči. Kromě letadlové lodě svaz tvořil torpédoborec Lamotte-Picquet (D645), fregata Chevalier Paul (D621) a zásobovací tanker Somme (A631).[27]

27. dubna
- Na americkém torpédoborci třídy Arleigh Burke USS Kidd (DDG-100) bylo na virus SARS-CoV-2 pozitivně testováno 47 členů posádky. Nejméně jednoho nakaženého dosud ohlásilo celkem 27 amerických válečných lodí.[28][29]

30. dubna
- Americká nemocniční loď USNS Comfort vyplula z New Yorku, kde se od 1. dubna 2020 podílela na zvládání epidemie onemocnění covid-19. Plavidlo se vrací na svou základnu Naval Station Norfolk.[30]

- Italská loděnice Fincantieri zvítězila v soutěži na stavbu nových fregat třída FFG(X) pro americké námořnictvo. Soutěže se účastnila s upravenou verzí evropských fregat třídy FREMM. Loděnice získala zakázku na vývoj a stavbu prototypové fregaty ve své americké loděnici Marinette ve státě Wisconsin. Součástí kontraktu je opce na dalších 4-10 jednotek.[31]

### Květen
1. května
- Americké námořnictvo oznámilo, že kvůli pandemii onemocnění covid-19 bude významně zmenšen rozsah 27. ročníku mezinárodního cvičení RIMPAC 2020. RIMCAP je světově největším mezinárodním vojenským cvičením a koná se každé dva roky.[32]

6. května
- Italská loděnice Arsenale Militare Marittimo v Tarentu dokončila šestnáctiměsíční modernizaci letadlové lodě Cavour (C550). Plavidlo bylo zejména upraveno pro provoz kolmostartujících bojových letounů F-35B Lightning II. Itálie objednala celkem 15 letounů F-35B.[33]

11. května
- Íránská pomocná loď Konarak byla poblíž přístavu Jask omylem zasažena protilodní střelou vypuštěnou íránskou fregatou Džamárán (76). Zahynulo 19 námořníků a dalších 15 bylo zraněno.[34]

14. května
- Německé loděnice Lürssen a German Naval Yards zveřejnily plán na své spojení v rámci joint venture společnosti řízené koncernem Lürssen Group. Obě loděnice soupeřily o kontrakt na stavbu německých fregat třídy MKS 180.[35]

18. května
- Americké námořnictvo odvolalo kapitána Erica Hoffmanna z pozice velitele raketového křižníku USS Philippine Sea (CG-58). Stalo se tak kvůli úniku 4000 galonů paliva do řeky York ve Virginii, ke kterému došlo 7. května 2020. Křižník tehdy kotvil na námořní základně Yorktown. Hoffmann plavidlu velel od dubna 2019.[36]

20. května
- Německá loděnice ThyssenKrupp Marine Systems (TKMS) oznámila akvizici brazilské loděnice Oceana, kterou chce koupit od brazilské společnosti Aliança S.A. Obchod ještě musí potvrdit tamní úřady.[37]

25. května
- Americká letadlová loď USS Theodore Roosevelt (CVN-71) se vrátila na moře po dvouměsíční nucené zastávce na základně Guam, způsobené nakažením části posádky virem SARS-CoV-2.[38]

### Červen
2. června
- Americký torpédoborec USS Preble (DDG-88) se v Tichém oceánu podílel na zadržení nízkoprofilového pašeráckého člunu s nákladem 2 tun kokainu.[39]

12. června
- Na ponorce Perle vypukl dne 12. června 2020 v 10:35 požár. Ponorka procházela generálkou v doku na základně v Toulonu. Na palubě nebylo jaderné palivo, baterie, ani zbraňové systémy. Požár se podařilo uhasit až po 14 hodinách nasazení 100 hasičů a 150 osob podpůrného personálu. Přesně byl uhašen druhý den ve 12:50. Nikdo nebyl raněn. Další osud plavidla je nejasný.[40]

### Červenec
6. července
- Ruská loděnice Zvezda zahájila stavbu prototypové jednotky nové třídy ledoborců s jaderným pohonem projektu 10510. Plavidlo o plánované délce 209 metrů a výtlaku téměř 70 000 tun se stane nejvýkonnějším ledoborcem na světě. Jeho dokončení je plánováno na rok 2027.[41]

12. července
- Na americké námořní základně v San Diegu vypukl požár na vrtulníkové výsadkově lodi třídy Wasp USS Bonhomme Richard (LHD-6). Plavidlo právě procházelo údržbou a modernizací u mola č. 2. Celkem 21 osob muselo být hospitalizováno. Do hašení se zapojilo několik jednotek požárníků.[42]

14. července
- Výsadková loď indonéského námořnictva Teluk Jakarta (541) se 14. července 2020 potopila při rutinní logistické plavbě. Událost se stala severovýchodně od Kangeanských ostrovů v Jávském moři. Posádku zachránily civilní lodě KM Tanto Sejahtera a KM Dobonsolo.[43]

16. července
- Americké námořnictvo prohlásilo za uhašený požár, který vypukl 12. července 2020 na vrtulníkové výsadkově lodi třídy Wasp USS Bonhomme Richard (LHD-6). Hašení požáru tedy trvalo čtyři dny, přičemž kromě stovek hasičů byla nasazena rovněž plavidla s vodními děly a tři vrtulníky MH-60S, které na palubu shazovaly vodu. Celkem 63 osob bylo dočasně hospitalizováno, žádná nebyla raněna vážně. Rozsah poškození plavidla a příčina požáru jsou předmětem vyšetřování.[44]

### Srpen
4. srpna
- Libanonské hlavní město Bejrút bylo těžce zasaženo výbuchem, ke kterému došlo ve skladišti v tamním přístavu. Výbuch způsobil rozsáhlé materiální škody.
- Korveta bangladéšského námořnictva Bijoy (F35) byla poškozena při výbuchu v libanonském přístavu Bejrút. Ve chvíli výbuchu kotvila v přístavu jako součást sil UNIFIL. Celkem 21 členů posádky bylo zraněno.[45]

9. srpna
- Francouzská vrtulníková výsadková loď Tonnerre byla vyslána do Bejrútu, aby se zapojila do odstraňování škod způsobeným výbuchem v tamním přístavu.[46]

- Francouzské námořnictvo posiluje svoji přítomnost ve východním Středomoří. Jde o reakci na rostoucí napětí v této oblasti, související zejména s tureckou snahou získat větší podíl na těžbě zemního plynu z podmořských naležišť.[47]

10. srpna
- Britská výzkumná loď HMS Enterprise připlula do Bejrútu, aby v rámci humanitární pomoci městu poškozenému výbuchem pomohla při zmapování poškození tamního přístavu.[48]

13. srpna
- Ve východním Středomoří se řecká fregata Limnos (F451) srazila s tureckou fregatou Kemal Reis (F-247), která doprovázela tureckou těžařskou loď Oruç Reis. Turecké námořnictvo poskytuje silnou ochranu plavidlům mapujícím podmořské nerostné bohatství, neboť země usiluje o těžbu i v oblastech, které si nárokují okolní státy (Řecko, Kypr aj.).[49]

16. srpna
- U ostrova Mauricius se rozlomila japonská nákladní loď MV Wakašio, která ztroskotala v červenci 2020. Plavidlo patří japonské rejdařské společnosti Nagashiki Shipping. Ta plánuje příď odtáhnout na volné moře a tam ji potopit. Z vraku uniklo asi 1000 tun paliva, což způsobilo nejhorší ekologickou katastrofu v dějinách ostrovního státu.[50]

- Hlídkový člun malajsijské pobřežní stráže zahájil palbu na dvě vietnamské rybářské lodě, přičemž jedna osoba zemřela a jedna byla zraněna. K incidentu došlo 81 námořních mil východně od pobřeží Tok Bali ve státě Kelantan.[51]

### Září
3. září
- Na ruské námořní základně ve Vladivostoku se během tajfunu utrhl plovoucí dok, který vlivem silného větru narazil do mola. Pravděpodobně přitom poškodil ponorku a několik korvet.

23. září
- Ruská fregata třídy Parchim Kazaněc se v průlivu Öresund srazila s kontejnerovou lodí Ice Rose (IMO: 8311106).[52]

### Listopad
24. listopadu
- Tchajwanská loděnice CSBC Corporation v Kao-siungu zahájila stavbu domácí konvenční ponorky, která má být prototypem až osmikusové série. Námořnictvo Čínské republiky se dlouhodobě potýká s nedostatkem tohoto typu válečných lodí, přičemž jejich stavbě v zahraničních loděnicích brání politický vliv Čínské lidové republiky.[53]

26. listopadu
- Ruské námořnictvo získalo novou zahraniční námořní základnu v přístavu Port Sudan. Obnovilo tam svou přítomnost v Indickém oceánu.[54]

### Prosinec
- Rusko dosáhlo dohody na vzniku své námořní základny na súdánském území. Dohoda stanovuje existenci základny na 25 let, s možností automatického prodloužení o deset let. Na základně bude moci působit až 300 osob.[55]

28. prosince
- Americké námořnictvo zveřejnilo informaci, že v létě 2020 převzala kapitánka Amy Bauernschmidt velení letadlové lodě USS Abraham Lincoln (CVN-72). Stala se první ženou velící americké letadlové lodi.

## Lodě vstoupivší do služby
- leden –  En-š’ (627) a Jung-čou (628) – korveta typu 056A

- 6. ledna –  KD Keris (111) – hlídková loď třídy Keris

- 8. ledna –  Garonne (A605) – podpůrná loď třídy Loire

- 10. ledna –  Kan-čou (620) a Pchan-č’-chua (621) – korveta typu 056A

- 10. ledna –  USCGC Daniel Tarr (WPC-1136) – kutr třídy Sentinel

- 12. ledna –  Nan-čchang (101) – torpédoborec typu 055

- 12. ledna –  C'-po (156) – torpédoborec typu 052D

- 12. ledna –  ICGS Annie Besant (223) a ICGS Amrit Kaur (225) – hlídkové lodě třídy Rajshree

- 18. ledna –  Lu-an (611) – korveta typu 056A

- 19. ledna –  Liao-čcheng (608) – korveta typu 056A

- 21. ledna –  Akademik Pašin – zásobovací tanker projektu 23130

- 23. ledna –  Tchäguk 25 (525) – hlídková loď třídy Tchäguk

- 23. ledna –  315, 316 a 317 – rychlý hlídkové čluny třídy HSI 32

- 29. ledna –  ICGS C-448 – hlídkový člun třídy L&T

- 31. ledna –  RSS Fortitude (20), RSS Dauntless (21), RSS Fearless (22) – hlídkové lodě třídy Independence

- 31. ledna –  Shin Dol-seok (S-082) – ponorka typu 214

- 4. února –  Šunkó (PLH-42) – oceánská hlídková loď třídy Šunkó

- 6. února –  Reformador (101) – fregata třídy Reformador

- 13. února –  PNS Yarmook (271) – korveta třídy Yarmook

- 14. února –  SCGS Thorpe (217) a SCGS African (218) – hlídkové čluny třídy Wave Rider

- 19. února –  Reimei (PLH-33) – oceánská hlídková loď třídy Reimei

- 20. února –  Mijako (PL-201) – oceánská hlídková loď třídy Mijako

- 28. února –  KRI Bontang (907) - zásobovací tanker třídy Tarakan

- 28. února –  ICGS Varad (40) – hlídková loď třídy Vikram

- 3. března –  Tchäguk 26 (526) – hlídková loď třídy Tchäguk

- 5. března –  Órjú (SS-511) – ponorka třídy Sórjú

- 7. března –  USS Hershel „Woody“ Williams (ESB-4) – pomocná loď třídy Montford Point

- 19. března –  Maja (DDG-179) – torpédoborec třídy Maja

- duben –  Čang-ťia-kchou (605) – korveta typu 056A

- 2. dubna –  Comandante Eterno Hugo Chávez (GC-24) – hlídková loď třídy Guaicamacuto

- 4. dubna –  USS Delaware (SSN-791) – ponorka třídy Virginia

- 9. dubna –  S43 (867) – ponorka typu 209

- 13. dubna –  BRP Gabriela Silang (OPV-8301) – oceánská hlídková loď

- 15. dubna –  Almirante Latorre (ex Melbourne) a Capitán Prat (ex Newcastle) – fregaty třídy Adelaide

- 17. dubna –  Dumont d'Urville (A624) – oceánská hlídková loď třídy D'Entrecasteaux

- 18. dubna –  USS Vermont (SSN-792) – ponorka třídy Virginia

- 28. dubna –  RFNS Savenaca (401) – hlídkové lodě třídy Guardian

- květen –  Mu-tan-ťiang (604) – korveta typu 056A

- 12. května –  Guillobel (K120) – záchranná loď ponorek

- 15. května –  Curuga (PL-91) – hlídková loď třídy Kunigami

- 15. května –  L-57 – výsadková loď třídy LCU Mk IV

- 15. května –  ICGS Sachet (18) – oceánská hlídková loď třídy Samarth

- 15. května –  ICGS C-450 a ICGS C-451 – hlídkový člun třídy L&T

- 18. května –  HMAS Sydney (DDG 42) – torpédoborec třídy Hobart

- 3. června –  Normandie (D 651) – fregata třídy FREMM

- 10. června –  Nordrhein-Westfalen (F223) – fregata třídy Baden-Württemberg

- 11. června –  USCGC Edgar Culbertson (WPC-1137) – kutr třídy Sentinel

- 12. června –  K-549 Kňaz Vladimir – raketonosná ponorka Projektu 955A / třídy Borej-A

- 17. června –  Ťing-te-čen (617) – korveta typu 056A

- 18. června –  BNS Šongram (F113) – korveta třídy Šádhinota

- 20. června –  USS Kansas City (LCS-22) – littoral combat ship třídy Independence

- 6. července –  KM Tok Bali (4544) a KM Kota Kinabalu (4545) – hlídkové lodě třídy Bagan Datuk

- 6. července –  Iraklis (A 472) (ex Highland Navigator a Victor) – podpůrná loď[56]

- 10. července –  BRP José Rizal (FF-150) – fregata třídy José Rizal

- 10. července –  Tajmyr – arktická hlídková loď projektu 22120

- 15. července –  USS Tripoli (LHA-7) – víceúčelová vrtulníková výsadková loď třídy America

- 15. července –  USCGC Harold Miller (WPC-1138) – kutr třídy Sentinel

- 21. července –  Admiral Kasatonov – fregata projektu 22350

- 24. července –  Hualcopo (TR-61) (ex Fu Yuan Yu Leng 999) – zásobovací loď

- 28. července –  Karathanasis (P 78) – korveta třídy Roussen

- 29. července –  HMNZS Aotearoa (A11) – zásobovací tanker

- 29. července –  HMJS Nanny of the Maroons (501) – hlídková loď Damen FCS 5009 Patrol

- 30. července –  Ečizen (PL-92) – hlídková loď třídy Kunigami

- 3. srpna –  LS-1064 – nemocniční člun typu Norsafe Munin S1200 Extended Cabin

- 3. srpna –  HMS Trent (P224) – hlídková loď třídy River

- 6. srpna –  Betelgeuse (GC-102) – hlídkový člun třídy Defiant

- 8. srpna –  USS St. Louis (LCS-19) – littoral combat ship třídy Freedom

- 14. srpna –  Čchi-čchi-cha-er (121) a Tchang-šan (122) – torpédoborec typu 052D

- 20. srpna –  ICGS C-449 – hlídkový člun třídy L&T

- 2. září –  USNS Newport (T-EPF-12) – rychlá transportní loď třídy Spearhead

- 15. září –  LS-1065 a LS-1066 – nemocniční čluny typu Norsafe Munin S1200 Extended Cabin

- 20. září–  318, 319, 320, 321, 322 a 323 – rychlý hlídkové čluny třídy HSI 32

- 26. září –  Delbert D. Black (DDG-119) – torpédoborec třídy Arleigh Burke

- 30. září –  ICGS Kanaklata Barua (226) – hlídkové lodě třídy Rajshree

- 14. října –   Balaklava – hlídkové loď projektu 10410B

- 14. října –  Mesta (31, ex Maasluis (M 856)) a Struma (33, ex Hellevoetsluis (M 859)) – minolovky třídy Tripartite

- 21. října –  Arktika – jaderný ledoborec Projektu 22220

- 22. října –  Hansando (ATH-81) – cvičná loď

- 22. října –  INS Kavaratti (P31) – korveta třídy Kamorta

- 24. října –  B-603 Volchov – ponorka projektu 636.3

- 28. října –  Sung-jüan (600) – korveta typu 056A

- 3. listopadu –  ICGS C-452 – hlídkový člun třídy L&T

- 5. listopadu –  BNS Prottašá (F114) – korveta třídy Šádhinota

- 5. listopadu –  BNS Umar Farooq (F16) (ex Ťia-sing (521)) a BNS Abu Ubaidah (F19) (ex Lien-jün-kang (522)) – fregata typu 053H3

- 5. listopadu –  BNS Daršak (H581) a BNS Tallaši (H582) – výzkumná lodě třídy Daršak

- 11. listopadu –  INS Magen – korveta třídy Sa'ar 6

- 12. listopadu –  PNS Tabuk (272) – korveta třídy Yarmook

- 19. listopadu –  Shahid Rudaki – víceúčelových tanker

- 20. listopadu –  Aleksandr Firsov – záchranné plavidlo projektu 23370G

- 21. listopadu –  Odincovo – korveta projektu 22800

- 21. listopadu –  Alexandr Mokorta – výzkumná loď projektu 19920

- 27. listopadu –  Pavel Děržavin – hlídkové lodě projektu 22160

- 2. prosince –  RRS Sir David Attenborough – výzkumný ledoborec

- 4. prosince –  President H.I. Remeliik II (001) – hlídkové lodě třídy Guardian

- 7. prosince –  KRI Posepa (870), KRI Escolar (871), KRI Karotang (872) a KRI Mata Bongsang (873) – hlídková čluny třídy Pari (PC-40)

- 10. prosince –  Roland (P01) a Risto (P02) – hlídkové člun třídy Patrol 18 WP

- 11. prosince –  An-pching (CG 601) – hlídková loď třídy An-pching

- 15. prosince –  ICGS Sujeet (19) – oceánská hlídková loď třídy Samarth

- 15. prosince –  ICGS C-454 – hlídkový člun třídy L&T

- 16. prosince –  El-Kasseh 2 (502) – minolovka třídy El-Kasseh

- 17. prosince –  HMS Tamar (P233) – hlídková loď třídy River

- 18. prosince –  M.M. Bustelo Pavón (A-125) a M.M. Pérez Verdú (A-126) – cvičná lodě třídy Rodman 66

- 23. prosince –  Pjotr Morgunov (117) – výsadková loď projekt 11711

- 24. prosince –  Minye Theinkhathu (71) (ex INS Sindhuvir (S58)) – ponorka projektu 877EKM

- 24. prosince –  Yan Nyein Aung (443) a Yan Ye Aung (446) – hlídková loď třídy Yan Nyein Aung

- 24. prosince –  1616 – výsadková člun třídy 1611

- 25. prosince –  Geroj Rossijskoj federacii Aldar Cyděnžapov – korveta projektu 20380

- 26. prosince –  Jakov Baljajev (616) – minolovka projektu 12700

- 29. prosince –  Gremjaščij – korveta projektu 20385

- 31. prosince –  El-Galala (1002) (ex Spartaco Schergat (F 598)) – fregata třídy FREMM